# Rui Gomes
Rui Pedro Ribeiro Fernandes Duarte Gomes (ur. 4 września 1997 w Bradze) – portugalski piłkarz występujący na pozycji napastnika w GD Chaves.

## Kariera klubowa
Grę w piłkę nożną rozpoczął w wieku 6 lat w klubie Merelinense FC z rodzinnej Bragi. Następnie szkolił się w akademii SC Braga (2009–2012), SL Benfica (2012–2014) oraz Vitórii SC (2014–2016).
Na początku 2016 roku Gomes został włączony do składu rezerw Vitórii SC, występującego w LigaPro. 10 stycznia 2016 rozegrał pierwszy mecz na poziomie seniorskim przeciwko CD Santa Clara (0:2), w którym wszedł na boisko w 71. minucie za Joela Pereirę. W sezonie 2016/17 rozpoczął regularne występy. Łącznie rozegrał dla tego klubu 37 spotkań i strzelił 4 gole.
W sezonie 2018/19 był graczem Gil Vicente FC (Campeonato de Portugal), dla którego rozegrał 22 mecze i zdobył 5 bramek. Po zakończeniu rozgrywek klub został decyzją FPF przeniesiony bezpośrednio do Primeira Ligi, co było wynikiem tzw. sprawy Mateusa, jednak Gomes odszedł wówczas do drugoligowego CD Mafra, dla którego rozegrał 8 spotkań. W sezonie 2020/21 był on zawodnikiem trzecioligowego União Leiria, gdzie zaliczył 23 występy i strzelił 3 bramki.
W sierpniu 2021 roku Rui Gomes został piłkarzem Legii II Warszawa (III liga) prowadzonej przez Marka Gołębiewskiego. W rundzie jesiennej sezonu 2021/22 rozegrał w drugiej drużynie Legii 13 spotkań i zdobył 2 gole. Pod koniec listopada 2021 roku został przez trenera Czesława Michniewicza przeniesiony do kadry pierwszego zespołu. 5 grudnia tego samego roku zanotował jedyny występ w Ekstraklasie w meczu z Cracovią (0:1), w którym wszedł na boisko w 46. minucie za Kacpra Skibickiego.
W styczniu 2022 roku odszedł do Sportingu Covilhã, gdzie grał przez 6 miesięcy. Na koniec sezonu 2021/22 zagrał z tym klubem w play-off o awans/pozostanie w Liga Portugal 2, w którym Sporting pokonał w dwumeczu 2:0 FC Alverca, a on sam zdobył jednego gola.
W maju 2022 roku Gomes podpisał trzyletnią umowę z Portimonense SC z klauzulą odstępnego w wysokości 40 mln euro. 7 sierpnia 2022 zadebiutował w Primeira Lidze w przegranym 0:1 meczu z Boavista FC. 29 kwietnia 2023 zdobył pierwszą bramkę w portugalskiej ekstraklasie w spotkaniu przeciwko SC Braga (1:4). W lipcu 2023 roku został wypożyczony na 12 miesięcy do CD Tondela (Liga Portugal 2), gdzie w 31 występach strzelił 8 goli. 

## Kariera reprezentacyjna
12 listopada 2016 rozegrał jeden mecz w reprezentacji Portugalii U-20 przeciwko Maroku (1:1), w którym zdobył bramkę.

## Statystyki klubowe
Aktualne na dzień 15 czerwca 2024
| Klub              | Sezon             | Liga                   | Liga  | Liga   | Puchar kraju | Puchar kraju | Puchar ligi | Puchar ligi | Inne  | Inne   | Razem | Razem  |
| Klub              | Sezon             | Liga                   | Mecze | Bramki | Mecze        | Bramki       | Mecze       | Bramki      | Mecze | Bramki | Mecze | Bramki |
| ----------------- | ----------------- | ---------------------- | ----- | ------ | ------------ | ------------ | ----------- | ----------- | ----- | ------ | ----- | ------ |
| Vitória SC B      | 2015/2016         | LigaPro                | 2     | 0      | —            | —            | —           | —           | —     | —      | 2     | 0      |
| Vitória SC B      | 2016/2017         | LigaPro                | 19    | 3      | —            | —            | —           | —           | —     | —      | 19    | 3      |
| Vitória SC B      | 2017/2018         | LigaPro                | 16    | 1      | —            | —            | —           | —           | —     | —      | 16    | 1      |
| Vitória SC B      | Ogólnie           | Ogólnie                | 37    | 4      | 0            | 0            | 0           | 0           | 0     | 0      | 37    | 4      |
| Gil Vicente FC    | 2018/2019         | Campeonato de Portugal | 22    | 5      | 0            | 0            | —           | —           | —     | —      | 22    | 5      |
| CD Mafra          | 2019/2020         | LigaPro                | 8     | 0      | 1            | 0            | 0           | 0           | —     | —      | 9     | 0      |
| União Leiria      | 2020/2021         | Campeonato de Portugal | 23    | 3      | 2            | 1            | —           | —           | —     | —      | 25    | 4      |
| Legia Warszawa    | 2021/2022         | Ekstraklasa            | 1     | 0      | 0            | 0            | —           | —           | —     | —      | 1     | 0      |
| Legia II Warszawa | 2021/2022         | III liga               | 13    | 2      | —            | —            | —           | —           | —     | —      | 13    | 2      |
| Sporting Covilhã  | 2021/2022         | Liga Portugal 2        | 16    | 2      | —            | —            | —           | —           | 2     | 1      | 18    | 3      |
| Portimonense SC   | 2022/2023         | Primeira Liga          | 30    | 1      | 1            | 0            | 3           | 0           | —     | —      | 34    | 1      |
| CD Tondela (wyp.) | 2023/2024         | Liga Portugal 2        | 31    | 8      | 3            | 0            | 3           | 0           | —     | —      | 37    | 8      |
| Ogółem w karierze | Ogółem w karierze | Ogółem w karierze      | 181   | 25     | 7            | 0            | 6           | 0           | 2     | 1      | 196   | 27     |